# Парна машина
Парната машина е вид двигател с външно горене, който използва топлинната енергия, налична във водната пара, преобразувайки я в механична работа.

## История
Идеята за парна машина идва от Херон. Неговата машина представлявала една сфера, поставена над котел и свързана към него чрез две тръби. Така парата минава през тези тръби, докато стигне сферата, и излиза през други две тръби, които се намират в противоположните краища на сферата. Така парата предизвиква достатъчна сила (тласък), за да завърти сферата.
Първата парна машина е построена през 1679 г. от Дени Папен и представлявала цилиндър с лост, който се издига под действието на парата, а после се спуска под атмосферното налягане след сгъстяването на отработената пара. След него Томас Сейвъри разработва водна помпа, задвижвана с пара. Тя имала недостатъка от висок риск от експлозия на парата, но все пак намерила приложение в мините и помпените станции.
Първата парна машина с търговски успех се появява около 1712 г. Изработена е от Томас Нюкомен въз основа на опита на Сейвъри и Папен. Машината на Нюкомен е доста неефективна и се ползва най-често за изпомпване на вода. Принципът ѝ на работа е създаване на частичен вакуум (понижено налягане) чрез кондензиране на парата в специален цилиндър. Тази машина също е използвана основно в мините за отвеждане на водата от голяма дълбочина – нещо дотогава принципно невъзможно.
Окончателни усъвършенствания в парната машина били направени през 1769 г. от Джеймс Уат, който добавя кондензатор и пропускане на парата в цилиндъра последователно от двете страни на буталото). Тези подобрения се оказват важни и се появяват точно навреме, за да може парната машина да стане двигател на индустриалната революция.
Уат няма специално образование и работи като майстор в работилницата към Глазгоуския университет. Пътят му към световната слава започва с изпълнението на съвсем обикновена задача – ремонт на машина на Нюкомен. Той установява, че принципът, върху който е създаден моделът на Нюкомен, е погрешен. Тъй като парата е еластично тяло, разсъждава Уат, ако между цилиндъра и изпускателното устройство има връзка, парата ще проникне там. Именно там тя ще може да се кондензира, без да се охлажда цилиндърът. Така се ражда идеята за най-важния елемент на парната машина – отделен от работния цилиндър топлообменник, или „кондензатор“. Уат започва да работи над своя модел, който днес, след повече от 200 години, може да се види в музея в Лондон. На 9 януари 1769 г. получава патент за „начини за намаляване разхода на пара, и вследствие на това – на гориво в огневите машини“. Благодарение на икономичността си парната машина на Джеймс Уат получава широко разпространение и изиграва огромна роля за прехода към машинно производство. На негово име е наречена единицата за мощност – ват. Машината на Уат използва 75% по-малко въглища за загряване на водата от тази на Нюкомен и затова е по-евтина за експлоатация. Уат продължава да доусъвършенства машината, като добавя възможност за въртеливо движение, което е подходящо за задвижване на фабрични машини. Това отваря възможност фабриките да не са непременно разположени в близост до реки, и ускорява индустриалната революция.
Ранните машини на Нюкомен и Уат са наречени „атмосферни“, защото важна роля в генерирането на движение играе частичният вакуум, генериран от кондензиращата се пара – противоположно на налягането на разширяващата се пара. Използваният цилиндър е трябвало да е с големи размери, тъй като върху него упражнява действие единствено атмосферното налягане. Парата се използва само за компенсиране на това налягане при връщането на буталото в начална позиция.
Около 1800 г. Ричард Тревитик и независимо от него Оливър Еванс (1801) въвеждат използването на пара под високо налягане. Тези машини са много по-мощни и освен това могат да имат много по-малки размери, което ги прави подходящи за транспортни приложения. Оттам насетне, напредъкът в техниката и в производствените технологии (които на свой ред се дължат на въвеждането на парната машина като двигател) водят до създаване на все по-ефективни конструкции на парни машини, все по-малки и по-мощни.
Голямо значение за развитието на индустрията има и развитието на железопътния транспорт и създаването и усъвършенстването на парните локомотиви.
Последният значителен напредък в еволюцията на парната машина е преходът от бутала към турбини в началото на 20 век. Те са много по-ефективни от буталата, имат по-малко движещи се части и директно осигуряват въртящ момент, вместо чрез мотовилка или друг допълнителен елемент.
Парните машини остават основно задвижващо средство доста след началото на 20 век, когато са изместени от електрическите двигатели и двигателите с вътрешно горене. В съвременните им приложения се използват преди всичко турбини, а буталните парни машини остават само за музеите.

## Парен цикъл
Парният цикъл (цикъл на Ранкин) е фундаменталният термодинамичен процес, обясняващ действието на парната машина. Този термодинамичен цикъл превръща топлината в работа. Топлината се доставя от външен източник в затворен обем, в който в случая на парната машина циркулира вода и пара. Този цикъл се използва при получаването на около 90% от цялата електрическа енергия, използвана по света, включително в почти всички електрически централи. Наречен е на името на Уилям Ранкин, шотландски физик, инженер и енциклопедист.
Понякога цикълът на Ранкин се нарича „практически цикъл на Карно“, защото, когато се използва ефективна турбина, започва да прилича на цикъла на Карно, който описва идеален топлинен двигател. Основната разлика е, че при цикъла на Ранкин добавянето на топлина (в бойлера) и нейното отделяне (в кондензатора) са изобарни процеси (протичащи при постоянно налягане), докато при цикъла на Карно те са изотермни процеси. Понякога в този цикъл се използва помпа за нагнетяване на работния флуид от кондензатора. Изпомпването на флуида по време на цикъла във вид на течност изисква много по-малко енергия за транспортирането му в сравнение с работата с газ в компресор, както е в цикъла на Карно.
Работният флуид в цикъла на Ранкин се намира в затворен кръг и се използва повторно постоянно. Макар че могат да се използват много флуиди, най-често се използва вода поради нейните свойства нетоксичност, нереагиране с химически вещества, изобилие и ниска цена, както и поради специфичните ѝ термодинамични свойства.

## Бутални машини
Парните машини са с просто или двойно действие в зависимост от това дали парата действа на буталото само от едната или от двете му страни. В зависимост от броя на цилиндрите те са, двуцилиндрови и многоцилиндрови; в зависимост от разположението – вертикални, хоризонтални и наклонени и т.н.
Устройството и принципът на действие на една хоризонтална, едноцилиндрова, двойнодействаща парна машина с шибърно пароразпределение е следното: с помощта на пароразпределителния механизъм парата постъпва поред в лявата и дясната част на цилиндъра. Разширявайки се, тя задвижва буталото, което се премества съответно надясно или наляво.
Уат продължава да доусъвършенства машината, като добавя възможност за въртеливо движение, като добавя планетарен механизъм от зъбни колела, чрез който движението в права посока може да се преобразува в кръгово. В този механизъм има 2 зъбни колела, наречени „слънце“ и „планета“. „Слънцето“ е голямо колело със закрепено в центъра му малко зъбно колело. Другото зъбно колело („планетата“) е свързано с буталото на двигателя и се върти около централното зъбно колело. Едно пълно завъртане на „планетата“ довежда до две пълни завъртания на „слънцето“.

## Други видове

### Парна турбина
Парната машина, получила най-голямо разпространение в индустрията, е парната турбина.
Парната турбина се състои от един или няколко ротора с перки (витла), монтирани на задвижващ вал. Парата въздейства върху тези витла, като ги завърта. Статорът се състои от подобни, но фиксирани серии от витла, които служат да пренасочват потока на парата към следващата степен на ротора. Парната турбина често е свързана с кондензер, който осигурява ниско налягане на изхода. При използване за производство на електрическа енергия, парните турбини са свързани директно към електрически генератори и се въртят със скорост 3000 оборота/минута за Европа и други страни с 50 Hz електрически захранващи системи. Турбините могат да се въртят само в една посока. Следователно при използване за директно задвижване е необходимо използването на предаватела кутия, която да обръща посоката.
Главното използване на парните турбини е за производство на електрическа енергия – през 1990 г. около 90% от световното производство на електрическа енергия се извършва с парни турбини.
Всички АЕЦ генерират електричество чрез нагряване на вода и получаване на пара и задвижване на парни турбини, свързани с електрическите генератори.

### Реактивен двигател
Въпреки че една от първите машини, използващи силата на водната пара, изработена от Херон Александрийски, използва реактивната струя на излизащата с голяма скорост пара, това откритие не намира голямо практическо приложение в миналото и сега.

## Компоненти на парната машина
Има два основни компонента на една парна централа: парогенератор (бойлер) и самата парна машина. При стационарните парни машини тези два компонента могат да са в отделни сгради за по-голяма сигурност.

### Източник на топлина
Топлината, която е необходима за загряване на водата и получаването на пара, може да бъде от различни източници, най-често от изгарянето на изкопаеми горива при подаването на въздух в затворена горивна камера. В някои случаи източникът на топлина е ядрен реактор, геотермална енергия, слънчева енергия или отпадна енергия от двигател с вътрешно горене или от индустриален процес.

### Парен котел
Има два основни начина за предаване на топлината към водата, която се използва за пара.
- Водата преминава през една или повече тръби, обиколени от горещите горивни газове, виж водотръбен котел.
- Водата се намира в съд, вътре в който се намират тръби, през които преминават горещите горивни газове, виж газотръбен котел.

След като превърнат водата в пара, голяма част от парогенераторите я загряват още повече до състояние на прегрята пара. Това предотвратява кондензирането на парата в самата парна машина и осигурява много по-голяма ефективност на работа.

### Охладител
Всички парни машини имат на изхода си голямо количество отпадна топлина под формата на пара с ниска температура. Тази пара трябва да се охлади, като най-простият начин е да се изпусне парата в атмосферата. Така се прави при парните локомотиви.
Понякога парата може да се използва за отоплителни нужди, например в жилищни сгради близо до ТЕЦ, и по този начин се подобрява общата ефективност на инсталациите. Там, където това не може да се направи, се използват различни охладители с използването на вода от океани, реки, езера и други. Много често за целта се използват водоохладителни кули, при които водата се изпарява, като по този начин се охлажда останалата част и се връща чрез помпа обратно в парогенератора. Това са така наречени мокър тип охладителни кули. Съществуват и сух тип от затворен вид, при който разходът на вода е минимален и се използва при места, който нямат достатъчно водни източници. Изпарителните водоохладителни кули също се нуждаят от много по-малко вода, отколкото охлаждането с външен източник на охлаждаща вода.

### Помпа
Повечето парни машини притежават водни помпи за рециклиране на водата или допълване на вода в котела на машината, така че те да могат да работят непрекъснато. Индустриалните парни машини използват многостепенни центробежни помпи, както и други видове. За подаване на вода в котли с ниско налягане се използва инжектор, който използва пара от котела. Те се използват основно в парните локомотиви.

### Наблюдение и контрол
Един от основните проблеми е постигане на сигурност при тези инсталации. На първо място, това е контрол на налягането и нивото на водата в парогенератора.

### Центробежен регулатор
Центробежният регулатор е специфичен вид регулатор със система за обратна връзка, който управлява скоростта на машината чрез регулиране на количеството на гориво или работен флуид (пара), като по този начин се поддържа почти константна скорост. Тази скорост не зависи от натоварването на машината или от количеството на подаваната енергия преди този регулатор. Така например скоростта не зависи от налягането на парата от парогенератора. Той използва принципа на пропорционалното регулиране.
Изобретен е от Джеймс Уат през 1788 г., за да регулира неговата парна машина, като управлява парата на входа на цилиндрите. Получава широко приложение през индустриалната революция през 19 век. Намира приложение също така в двигатели с вътрешно горене и различни турбини.
На схемата е показан регулатор за парна машина. От оста на машината чрез ремък или верига движението се предава към регулатора. Когато се увеличава скоростта на машината, увеличава се скоростта на оста на регулатора и се увеличава кинетичната енергия на сферите. Това позволява на двете сферични маси върху лостовата система да се движат съответно нагоре или надолу в зависимост от скоростта на въртене. По този начин се регулира количеството пара например през един дроселен клапан и съответно скоростта на въртене. Така не се позволява например подаване на повече пара и съответно увеличаване на скоростта.

## Мерки за безопасност
Парната машина притежава парогенератор с котел и други компоненти, които са съдове под налягане. Към тази част на парната машина се поставят големи изисквания, защото в миналото изтичането на парата и експлозии в съдовете под налягане са причинявали особено много смъртни случаи. Във всички страни, независимо от разликите в законодателството, има специални изисквания за съдовете под налягане. При парогенераторите се прибавя и проблемът с високата температура на парата. Експлоатацията на парните машини изисква спазването на нормативната уредба за производството, обучението, тестването, използването и поддръжката на тези съоръжения, за да се осигури сигурността на персонала.
Повредите могат да се появят от:
- Превишаване налягането на парогенератора.
- Недостатъчно количество вода в него и като следствие на това прегряване и повреда на котела
- Натрупване на котлен камък и утаявания, особено при използването на мръсна вода.
- Аварии в парогенератора, предизвикани от конструктивни проблеми и лоша поддръжка
- Пропуски на пара от тръбопроводи и от котела.

Парните машини обикновено притежават две независими една от друга системи за защита от превишаване на налягането на парогенератора: едината може да се настройва от потребителя, а другата трябва да бъде независима.

## Предимства и недостатъци

### Предимства
Основното предимство на парните машини е това, че могат да използват практически всякакви източници на топлина за преобразуването ѝ в механична работа. Това ги отличава от двигателите с вътрешно горене, при които всеки тип двигател се нуждае от точно определено гориво. Предимството се забелязва преди всичко при използването на ядрена енергия, тъй като ядреният реактор не може да генерира механична енергия, а произвежда топлина, която се използва за получаване на пара и задвижване на парни машини (обикновено парни турбини). Освен това има и други източници на топлина, които не могат да се използват в двигателите с външно горене, като например слънчевата енергия.
Подобни свойства притежават и другите типове двигатели с външно горене като двигателя на Стърлинг, които могат да осигурят доста висока ефективност, но имат съществено по-големи размери и тегло от съвременните типове парни двигатели.
Парните локомотиви се представят добре на голяма надморска височина, тъй като ефективността на работа не спада при ниско атмосферно налягане. И до днес те се използват в планинските райони на Латинска Америка, въпреки че в равнините отдавна са отстъпили място на по-съвременни локомотиви. В Швейцария изключително добре развитата железопътна мрежа включва и използването на парни локомотиви.
Парните локомотиви са значително по-леки от дизелните и електрическите, което е голямо предимство при планинските железопътни линии. Особености на парните машини е липсата на трансмисии, тъй като предават директно движението върху колелата.

### Недостатъци
Основният недостатък на парните машини е необходимостта от време за загряването на парогенератора и достигането на работен режим за нормална работа. Друг недостатък, особено в миналото, е наличието на съдове и тръбопроводи с високо налягане и температура на парата, за които трябва да се осигури добра поддръжка и постоянен контрол.

## Коефициент на полезно действие
Коефициентът на полезно действие (КПД) на топлинен двигател може да се определи като отношението на полезната механична работа към изразходваното количество топлина, която се съдържа в горивото. Освен това част от енергията се отделя в околната среда във вид на топлина. КПД на топлинен двигател е равен на

{\displaystyle \eta _{th}={\frac {W_{out}}{Q_{in}}}},
където
Wout е механичната работа, измерена в джаули (J);
Qin е изразходваната топлина, J.
Един топлинен двигател не може да има по-голям КПД от този на идеален цикъл на Карно, в който топлината се предава от нагревател с висока температура на охладител с ниска температура. КПД на идеалния топлинен двигател на Карно зависи изключително от температурната разлика, като при изчисленията се използва абсолютната термодинамична температура. Следователно, за парната машина е необходимо постигане на максимално висока температура T1 в началото на цикъла (постигана например с прегряване на парата) и възможно най-ниска температура T2 в края на цикъла (постигана например в кондензатора):

{\displaystyle \eta _{th}\leq 1-{\frac {T_{2}}{T_{1}}}\,}
Парна машина, изпускаща пара в атмосферата, би имала практически КПД от 1 до 8 %, а машина с кондензатор и разширена проточна част може да постигне КПД до 25 % и даже повече. Топлоелектрическа централа с прегряване на парата и регенеративно подгряване на водата може да постигне КПД 30 – 42 %. При централи с комбиниран цикъл на пара и газ, в които енергията на горивото се използва отначало за завъртане на газова турбина, а след това за парна турбина, КПД може да достигне 50 – 60 %.
Тези различия в ефективността се дължат на особеностите на термодинамичния цикъл на парните машини. Например, през зимата КПД на ТЕЦ-овете се повишава поради по-голямата температурна разлика с околната среда.

## Приложения
Парните машини могат да се класифицират според приложението си като стационарни и транспортни.

### Стационарни машини
Стационарните парни машини са два типа:
- Машини с променлив режим, които трябва да спират често и да променят посоката на въртене. Такива са прокатните станове за метал, парни лебедки и други подобни устройства.
- Силови машини, които рядко спират работа и не трябва да променят посоката на въртене. Такива са енергийните двигатели на топлоцентралите, а също така промишлените двигатели, използвани в заводи, фабрики и на кабелни трамваи преди широкото разпространение на електричеството.

### Транспортни машини
Парните машини са били използвани за задвижване на различни превозни средства като:
- Параход
- Сухопътни транспортни средства:
  - Парен автомобил
  - Парен локомотив
  - Локомобил
  - Парен трактор
  - Парен валяк
  - Парен екскаватор и др.
- Самолет с парен двигател. Има много опити за създаване на самолет, задвижван с парна машина. През 1933 г. той е разработен върху стандартен самолет[7]. Използван е практически, като се отбелязва едно от предимствата му: той е много по-безшумен от самолетите с двигатели с вътрешно горене.

#### Парен локомотив без горивна камера
Появата на този вид локомотиви става възможно благодарение на откритие, направено от американския инженер Якоб Перкинсон през 1823 г. Той открива, че понижаването на налягането в котел, пълен с кипяща вода, води до образуването на допълнителна пара. Това откритие помага на друг американец, Емил Лам, да изработи през 1873 г. локомотив, който не се нуждае от горивна камера. Котелът се запълва с пара с температура 200 °C и следващото зареждане става след 10 km. Този вид локомотиви нямат горивна камера и всички свързани с това устройства, като комини, гориво и други, и може да се обслужват от един човек. Необходима е добра топлоизолация на котела и цилиндрите.
Този вид локомотиви се използват основно за обслужване в заводи и места, където може да се осигури външен източник на пара и бързо зареждане. Те са особено полезни в предприятия, където се изисква взривобезопасност.
Освен локомотиви, изработват се и безрелсови транспортни средства. В началото на 20 век в САЩ Doble steam motors произвеждат лек автомобил Model E (1923 г.) с парен 4-цилиндров (два високо и два ниско налягане) 6,2-литров двигател, който развива 1350 N·m въртящ момент и ускорява 2,2-тонно купе от 0 до 100 km/h за 12,5 s. Много високият въртящ момент, съизмерим с този на съвременни коли в най-високия сегмент (Bugatti Chiron – 1600 N·m), въпреки малката мощност на двигателя позволява използването му без скоростна кутия.

## Модерно развитие на буталните машини
Технологиите днес позволяват да се отстранят голяма част от недостатъците на буталните парни машини, което, съчетано с използването на предимствата, които те осигуряват, дават основание да се говори за един „ренесанс“ при тях. Някои фирми наричат това „модерна пара“.
Разработват се нови парни машини, които да отговарят на следните условия:
- Обслужване от един човек, без огняр
- Дистанционно управление при необходимост
- Добро горене с течни горива и без горивна камера
- Добра термична ефективност
- Бърз старт
- Минимален сервиз
- Голяма механична ефективност, добра топлоизолация и др.

Използването на двигатели с външно горене позволява използването на възобновяеми източници на енергия като биогориво, които не могат безусловно да се използват в двигателите с вътрешно горене.